# ريك غرين
ريك غرين (بالإنجليزية: Rick Green)‏ هو محامي ومتحدث تحفيزي وسياسي أمريكي، ولد في 13 مارس 1971. حزبياً، نشط في الحزب الجمهوري. وقد انتخب عضو مجلس نواب تكساس.